# Salakkasaari (ö i Södra Savolax, Pieksämäki, lat 62,46, long 27,49)
Salakkasaari är en ö i Finland. Den ligger i sjön Sorsavesi och i kommunen Pieksämäki i den ekonomiska regionen  Pieksämäki ekonomiska region  och landskapet Södra Savolax, i den centrala delen av landet, 290 km nordost om huvudstaden Helsingfors. Öns största längd är 30 meter i sydöst-nordvästlig riktning.